# Mennonitenkirche Elbing

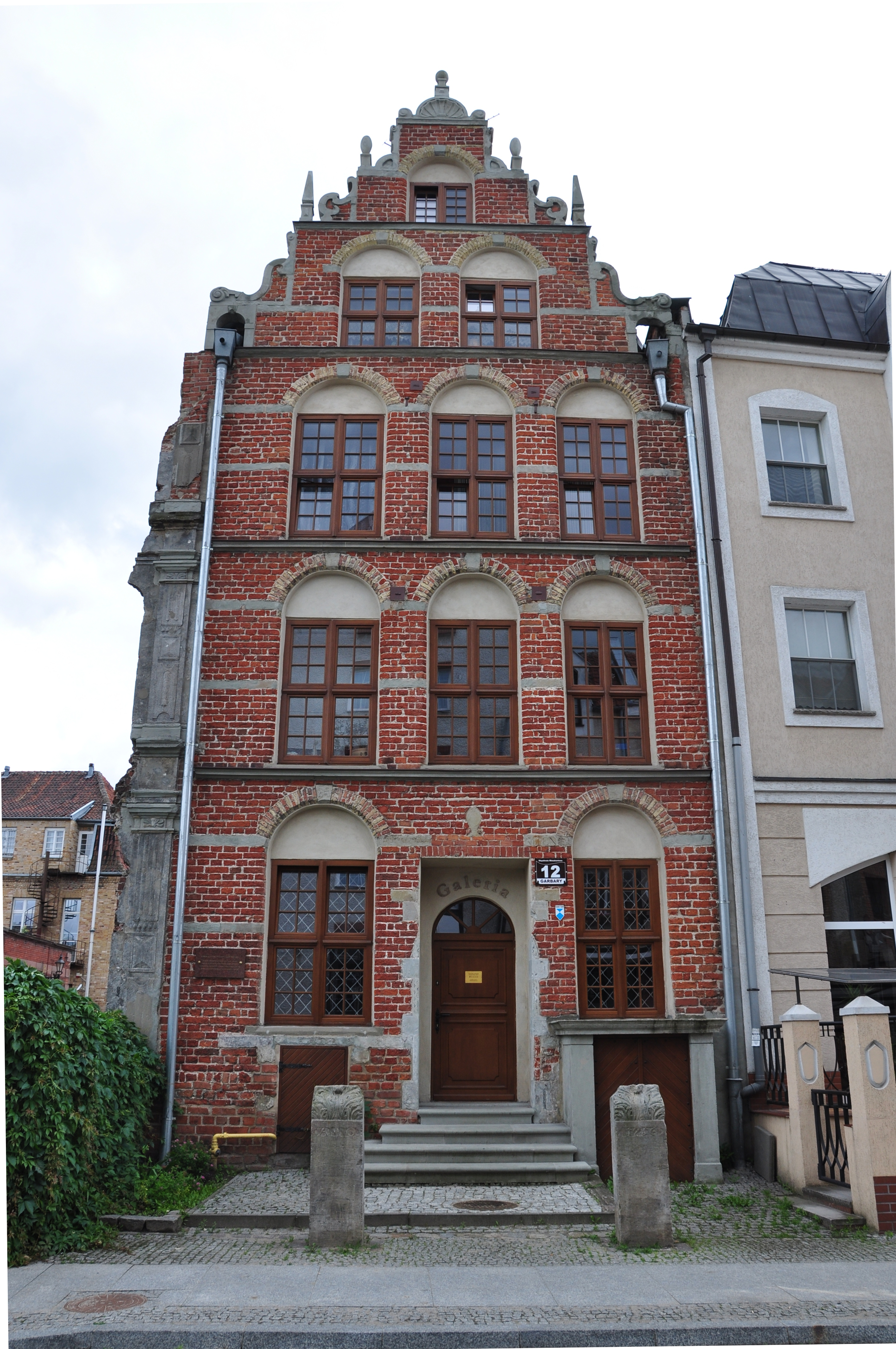
Ehemalige Mennonitenkirche in Elbing

Die Mennonitenkirche Elbing wurde 1590 im Stil des niederländischen Manierismus als mehrstöckiges Giebelhaus in der Elbinger Altstadt gebaut. Sie fungierte bis 1900 als Kirche und Gemeindehaus der Elbinger Mennoniten.

## Geschichte
Bereits in der ersten Hälfte des 16. Jahrhunderts siedelten sich in Elbing und Umgebung niederländische Täufer an. Die Stadt selbst hatte zuvor stark unter den Auswirkungen des Reiterkrieges zwischen Polen und dem Deutschen Orden gelitten und war entsprechend um neue Kolonisten bemüht. Doch schon 1550 gab der Stadtrat ein königliches Dekret bekannt, nach dem die Täufer die Stadt innerhalb von 14 Tagen wieder verlassen sollten. Sechs Jahre später bestimmte der polnische König Sigismund II. August nochmals die Vertreibung der Täufer aus der Stadt. Dennoch wurden die meisten Täufer/Mennoniten zumindest in der Umgebung der Stadt weiter toleriert. Eine besondere Rolle spielten die Mennoniten nach 1565 bei der Kultivierung des außerhalb der Stadtmauern gelegenen Ellerwaldes.
Im Jahr 1585 wurde schließlich mit Jost von Kampen und Hans von Köln den ersten beiden Mennoniten formell das Elbinger Bürgerrecht zugesprochen. Beide etablierten den bis dato in der Stadt unbekannten Seidenhandel. Später kamen weitere mennonitische Familien. Für die Befreiung vom Militärdienst zahlten die pazifistischen Mennoniten ein entsprechendes Schutzgeld in polnischen Gulden. Auf dem Grundstück Jost von Kampens in der Kurzen Hinterstraße 8 (später Wilhelmsstraße) wurde 1590 schließlich das noch heute bestehende Gebäude als mennonitische Kirche gebaut. Die Gebäude blieb bis 1900 Versammlungsstätte der Elbinger Mennoniten. Für die Mennoniten, die weiterhin außerhalb der Elbinger Altstadt in Ellerwald siedelten, wurde am 5. Oktober 1783 eine zweite Kirche in Ellerwald I. Trift (heute Władysławowo) eingeweiht. Beide Gruppen bildeten jedoch eine gemeinsame Gemeinde Elbing-Ellerwald. Seit 1825 führte die Gemeinde Kirchenbücher. Im Jahr 1920 bestand die Gemeinde aus über 500 getauften Mitgliedern.
Mitte des 19. Jahrhunderts entstand nach internen Konflikten noch eine zweite Gemeinde, die im August 1852 eine Kirche in der Reiferbahnstrasse einweihen konnte. Beide Gemeinden bestanden bis zur Flucht vor der Roten Armee im Januar 1945.

## Gebäude
Das Kirchengebäude stammt aus dem Jahr 1590 und wurde im Stil des niederländischen Manierismus als mehrstöckiges Giebelhaus errichtet. Das Gebäude ist ein typisches Beispiel für die Praxis der versteckten Kirchen (niederländisch Schuilkerk). Da mennonitische Kirchen in vielen Territorien bis ins 18. Jahrhundert nicht als Kirchengebäude erkennbar sein durften, wurden sie nach außen entsprechend als Wohnhäuser oder Scheunen konzipiert. Ein anderes Beispiel für solche versteckten Kirchen ist die Singelkerk in Amsterdam.
Die Elbinger Mennonitenkirche ist das weltweit zweitälteste noch bestehende mennonitische Kirchengebäude (Die älteste mennonitische Kirche steht in Pingjum in der Provinz Friesland, Niederlande, erbaut 1575). Das Gebäude ist heute eines der ältesten Häuser der Stadt Elbing. Es wurde in den letzten Jahren umfassend renoviert und ist heute Sitz einer Kunstgalerie. An die Geschichte als Mennonitenkirche erinnert eine an der Hausfront angebrachte Gedenktafel in polnischer, deutscher, niederländischer und englischer Sprache.
Nachdem es später auch für Mennoniten möglich wurde, Kirchen zu errichten, die auch nach außen als solche zu erkennen waren, wurde 1900 in der Berlinerstraße 20 eine neue größere Kirche eingeweiht, die bis zur Flucht vor der Roten Armee 1945 als Versammlungsstätte der Elbinger Mennoniten genutzt wurde. Heute beheimatet das inzwischen als Kirche zum Guten Hirten benannte Kirchengebäude eine Gemeinde der Polnisch-Katholischen Kirche.